# 政府参考人
政府参考人（せいふさんこうにん）とは、国会（衆議院・参議院）の委員会が、行政に関する細目的又は技術的事項について審査又は調査を行う場合において、委員会の求めに応じて出席し、説明を行う公務員。衆議院規則第45条の3、参議院規則第42条の3などに基づく。実際に政府参考人となるのは、各省庁の局長・審議官級職員が大半であり、課長級職員は少ない。

## 旧政府委員制度
明治時代の帝国議会開設以来、議会における議員から政府に対する質問には、国務大臣のほか、政府職員が「政府委員」（大日本帝国憲法第54条）として答弁に当たった。
この政府委員制度は、日本国憲法の下における国会でも維持された。
国会法第69条では、国務大臣を補佐するため、内閣が議長の承認を得て政府委員を任命することを認めており、各省庁の局長級約300名がこれに任命されていた。また、課長級の職員については「説明員」として答弁を行うことが認められていた。
国会の委員会審議においては、細目詳細にわたる具体的な問題から重要な問題まで、多くの答弁が「その件につきましては政府委員から答弁させます」という大臣の一言で政府委員によって行われた。この、大臣に代わって政府委員が答弁することこそ、大臣が政策を勉強しない理由の一つともされた。
このように、政府委員制度の存在自体が、官僚主導政治と国会における審議低調の一因と目されるようになった。
そこで、1999年（平成11年）に成立した国会審議の活性化及び政治主導の政策決定システムの確立に関する法律（平成11年法律第116号）により、2001年から政府委員制度が廃止されるとともに、副大臣・大臣政務官制度が新設されることとなった。
これは当時の政治行政改革気運の高まりを受けた制度改正であり、国会における審議の活性化と、政治主導の政策決定システムの確立が期待された。

## 政府参考人制度
国会審議における議員から政府に対する質疑は、内閣総理大臣、国務大臣と、これを補佐するための内閣官房副長官、副大臣及び大臣政務官に対して行うものとした。また、内閣は、内閣総理大臣、国務大臣を補佐するため、両議院の議長の承認を得た政府特別補佐人（人事院総裁、内閣法制局長官、公正取引委員会委員長、原子力規制委員会委員長及び公害等調整委員会委員長）を出席させて、答弁することもできるとした。
ただ、行政に関する細目的又は技術的事項については、依然として各省庁の局長など政府職員が答弁する必要もあるため、政府参考人制度が設けられた。
従来の政府委員制度と政府参考人制度の大きな違いは、政府委員制度では政府側の裁量により国務大臣の答弁を政府委員の答弁によって代えることができたのに対し、政府参考人制度では質疑者の要求又は理事の協議により、委員会の議決を経て委員長が政府参考人を招致し、出席、答弁するとされている点である。政府参考人は、参考人の一種とされ、招致には委員会の議決を要するものとし、ただ簡易化のため公務所を通じて招致できる（衆議院規則第85条の2、参議院規則第42条の3第2項）ものとされた。

## 会計検査院当局者・最高裁判所長官代理者
国会法第72条には、会計検査院の院長および検査官の出席説明義務と、最高裁判所長官又はその指定する代理者（最高裁判所長官代理者）の出席説明権も定められている。実際には、会計検査院に対する質問で、院長や検査官が出席することは滅多になく、会計検査院事務総局の事務総長や局長などが「会計検査院当局者」として答弁を行う。また、最高裁判所に対する質問でも、実際には最高裁判所長官が出席することは滅多になく、最高裁判所事務総長や局長などが「最高裁判所長官代理者」として答弁を行う。